# Dikraneura retusa
Dikraneura retusa är en insektsart som beskrevs av Beamer 1943. Dikraneura retusa ingår i släktet Dikraneura och familjen dvärgstritar.
Artens utbredningsområde är Kalifornien. Inga underarter finns listade i Catalogue of Life.